# Sermon divin
El Sermon divin va ser el primer text en llengua Llombarda. És del segle xii i parla de la Creació de la Terra, de la Passió de Jesucrist i del Judici Universal. Va ser escrita per Pietro da Barsegapè i és considerat l'inici de la literatura llombarda. Va ser publicat l'any 1274.